# SN 2002ab
SN 2002ab – supernowa typu Ia odkryta 9 stycznia 2002 roku w galaktyce A074855+1006. W momencie odkrycia miała maksymalną jasność 22,50m.